# Oneiric Diary
Oneiric Diary – trzeci minialbum koreańsko-japońskiej grupy Iz*One, wydany 15 czerwca 2020 roku przez wytwórnię Off the Record Entertainment. Płytę promował singel „Secret Story of the Swan”.

## Lista utworów
| CD | CD                                         | CD                                    | CD                                           | CD                                           | CD      |
| Nr | Tytuł utworu                               | Tekst                                 | Kompozycja                                   | Aranżacja                                    | Długość |
| -- | ------------------------------------------ | ------------------------------------- | -------------------------------------------- | -------------------------------------------- | ------- |
| 1. | „Welcome” (Intro)                          | MosPick                               | MosPick                                      | MosPick                                      | 1:25    |
| 2. | „Secret Story of the Swan” (kor. 환상동화) | MosPick                               | MosPick                                      | MosPick                                      | 3:12    |
| 3. | „Pretty”                                   | Bull$EyE, real-fantasy, Green         | real-fantasy, Bull$EyE                       | real-fantasy, Bull$EyE                       | 3:19    |
| 4. | „Merry-Go-Round” (kor. 회전목마)           | Hitomi Honda                          | Jung Ho-hyun (e.one)                         | Jung Ho-hyun (e.one)                         | 3:00    |
| 5. | „Rococo”                                   | KZ, B.O., PUYO                        | KZ, HONEYSWEAT, B.O., PUYO                   | KZ, HONEYSWEAT                               | 3:13    |
| 6. | „With*One”                                 | Iz*One                                | Kwon Eun-bi, Jung Sung-min and Shin Yong-soo | Kwon Eun-bi, Jung Sung-min and Shin Yong-soo | 3:39    |
| 7. | „Secret Story of the Swan” (Japanese Ver.) | MosPick, Sakura Miyawaki, Nako Yabuki | MosPick                                      | MosPick                                      | 3:12    |
| 8. | „Merry-Go-Round” (Japanese Ver.)           | Hitomi Honda                          | Jung Ho-hyun (e.one)                         | Jung Ho-hyun (e.one)                         | 3:00    |

## Notowania
| Lista                                 | Pozycja |
| ------------------------------------- | ------- |
| South Korean Albums (Circle)          | 2       |
| Japanese Albums (Oricon)              | 4       |
| Japanese Hot Albums (Billboard Japan) | 3       |

## Nagrody w programach muzycznych
| Program                | Data            | Źródło |
| ---------------------- | --------------- | ------ |
| The Show (SBS MTV)     | 23 czerwca 2020 | [ 5 ]  |
| The Show (SBS MTV)     | 30 czerwca 2020 | [ 6 ]  |
| Show Champion (MBC M)  | 24 czerwca 2020 | [ 7 ]  |
| M Countdown (Mnet)     | 25 czerwca 2020 | [ 8 ]  |
| Music Bank (KBS2)      | 26 czerwca 2020 | [ 9 ]  |
| Show! Music Core (MBC) | 27 czerwca 2020 | [ 10 ] |
| Inkigayo (SBS)         | 28 czerwca 2020 | [ 11 ] |

## Sprzedaż
| Kraj             | Sprzedaż  |
| ---------------- | --------- |
| Korea Południowa | 541 885++ |
| Japonia          | 22 506+   |